# Andrej Kivilev
Andrej Michajlovitsj Kivilev (Russisch: Андрей Михайлович Кивилев) (Taldıqorğan, Alma-Ata, 20 september 1973 – Saint-Étienne, 12 maart 2003) was een beroepswielrenner uit Kazachstan.

## Carrière
Kivilev werd beroepswielrenner in 1998. Hij begon zijn carrière bij de Festina-ploeg. Twee jaar later stapte hij over naar Ag2r-Prevoyance. Vanaf 2001 reed hij voor Cofidis. 2001 was ook het jaar van zijn grote doorbraak: hij won dat jaar een etappe in de Dauphiné Libéré en de Route du Sud.
Kivilev kwam in de schijnwerpers te staan toen hij gedurende de achtste etappe van de Ronde van Frankrijk van 2001 aanwezig was in een groep van 14 renners die meer dan een half uur voorsprong pakte op het peloton. Kivilev was de enige klimmer in de groep en benutte zijn voorsprong door vierde te worden in het eindklassement.

## Fataal ongeluk
Op 11 maart 2003, tijdens de tweede etappe van de rittenkoers Parijs-Nice, kwam Kivilev tezamen met Volker Ordowski en ploeggenoot Marek Rutkiewicz ten val in Saint-Étienne. Hij had een schedelbasisfractuur en twee gebroken ribben en raakte meteen in coma. Hij overleed de volgende morgen in het ziekenhuis aan zijn verwondingen. Kivilev droeg bij zijn val geen helm. Als gevolg van zijn ongeluk is door de UCI de helmplicht in alle wielerkoersen ingevoerd.
Zijn vriend en landgenoot Aleksandr Vinokoerov richtte het Kivilev-fonds op, met als doel de herinnering aan Andrej Kivilev hoog te houden en het wielrennen in Kazachstan financieel te ondersteunen. Ook droeg Vinokoerov zijn uiteindelijke overwinning in de voor Kivilev fatale rittenkoers op aan zijn overleden vriend.
Kivilev liet een vrouw en een zes maanden oude zoon achter.

## Belangrijkste overwinningen en ereplaatsen
1998
- 2e Ronde van Chili

1999
- 5e kampioenschap van Zürich

2000
- 2e Ronde van de Haut-Var

2001
- 5e eindklassement Dauphiné Libéré
- Eindwinnaar Route du Sud
- 4e eindklassement Ronde van Frankrijk

2002
- 4e Parijs-Nice
- 4e Clásica San Sebastián,
- 5e Dauphiné Libéré

## Resultaten in voornaamste wedstrijden
| Jaar | Ronde van Italië | Ronde van Frankrijk | Ronde van Spanje |
| ---- | ---------------- | ------------------- | ---------------- |
| 1998 | 53e              |                     |                  |
| 1999 |                  |                     | opgave           |
| 2000 |                  | 32e                 |                  |
| 2001 |                  | 4e                  |                  |
| 2002 |                  | 21e                 |                  |

| Jaar | Milaan-San Remo | Ronde van Vlaanderen | Amstel Gold Race | Luik-Bast.‑Luik | Ronde van Lombardije | Parijs-Tours | Waalse Pijl | Clásica San Sebastián |  | WK op de weg |
| ---- | --------------- | -------------------- | ---------------- | --------------- | -------------------- | ------------ | ----------- | --------------------- |  | ------------ |
| 1998 |                 |                      |                  |                 | 34e                  | 13e          |             |                       |  | 19e          |
| 1999 | 16e             | 50e                  | 24e              |                 | 48e                  | 26e          | 37e         | 147e                  |  | 47e          |
| 2000 |                 |                      |                  |                 |                      |              | 101e        | 8e                    |  |              |
| 2001 | 27e             |                      |                  | 36e             |                      |              | 62e         | 42e                   |  |              |
| 2002 | 61e             |                      |                  | 14e             |                      |              | 24e         | 4e                    |  | 154e         |

Wielerploegen van Andrej Kivilev
Bassons ·
Belli ·
Bortolami ·
Boscardin ·
Brochard  ·
Dufaux ·
García ·
Halgand ·
Hall ·
Hernández ·
Hervé ·
Jeker ·
Kivilev ·
Korff ·
Laurent ·
Lefèvre ·
Medan ·
Meier ·
Moreau ·
Rous ·
Stephens ·
Uriarte ·
Virenque ·
Wüst ·
Zülle
Belli ·
Brard ·
Brochard ·
Dolci ·
García ·
Halgand ·
Hall ·
Hernández ·
Hervé ·
Hotz ·
Huser ·
Jeker ·
Kivilev ·
Korff ·
Lefèvre ·
Madouas ·
Moos ·
Moreau ·
Reynaud ·
Rous ·
Sainz ·
Teyssier ·
Uriarte ·
Wüst ·
Klinger (stagiair) ·
Prior (stagiair)
Agnolutto · Aus · Barthe · Bordenave · Botsjarov · Chanteur · Delrieu · Estadieu · Kasputis · Kirsipuu · Kivilev · Maignan · Mändoja · Salmon · Turpin · Grux (stagiair) · Inaudi (stagiair) · Thollet (stagiair) 
Atienza · 
Beloesov · 
Bourgain · 
Clain · 
Cuesta · 
Dublé ·
Farazijn · 
Flammang · 
Fofonov ·
Gané · 
Gaumont · 
Hayles · 
Kivilev · 
Krafft · 
Lamour · 
Le Boulanger · 
D. Lefèvre · 
L. Lefèvre · 
Lelli · 
Lopeboselli ·
Loué · 
Mattan · 
Millar · 
Moncoutié · 
Peers · 
Planckaert ·
Pommereau ·
Rinero · 
Rutkiewicz ·
Sassone · 
Silovs (tot 31/07) · 
Tessier · 
Tombak · 
Tournant · 
Trentin · 
Andre (stagiair) · 
Vanoverschelde (stagiair) 
Atienza · 
Bourgain · 
Clain · 
Cuesta · 
Dublé ·
Farazijn · 
Fernández ·
Flammang · 
Fofonov ·
Gané · 
Gaumont · 
Hayles · 
Kivilev · 
Lamour · 
Le Boulanger ·
Lelli · 
Lopeboselli ·
Loué · 
Mattan · 
Millar · 
Moncoutié · 
Neuville · 
Peers · 
Planckaert ·
Rutkiewicz ·
Sassone · 
Tessier · 
Tombak · 
Tournant · 
Trentin · 
Vasseur · 
Calzati (stagiair) · 
Coyot (stagiair) · 
Roulston (stagiair) ·
Vanoverschelde (stagiair) 
Atienza · 
Bessy ·
Bourgain · 
Clain · 
Coyot ·
Cuesta · 
Dublé ·
Farazijn · 
Fernández ·
Flammang · 
Fofonov ·
Gané · 
Gaumont · 
Hayles · 
Kivilev (tot 12/03) ·  
Lelli · 
Lopeboselli ·
Mattan · 
Millar · 
Moncoutié · 
Peers · 
Pérez · 
Planckaert ·
Roulston · 
Rutkiewicz ·
Sassone · 
Thirionet · 
Tombak · 
Tournant · 
Trentin · 
Vasseur · 
Gadret (stagiair) · 
Johnson (stagiair) · 
Monier (stagiair)  